# Municipio de River Falls
El municipio de River Falls (en inglés: River Falls Township) es un municipio ubicado en el condado de Pennington en el estado estadounidense de Minnesota. En el año 2010 tenía una población de 178 habitantes y una densidad poblacional de 3,03 personas por km².

## Geografía
El municipio de River Falls se encuentra ubicado en las coordenadas 47°59′25″N 96°8′53″O / 47.99028, -96.14806. Según la Oficina del Censo de los Estados Unidos, el municipio tiene una superficie total de 58.77 km², de la cual 58,68 km² corresponden a tierra firme y (0,16 %) 0,09 km² es agua.

## Demografía
Según el censo de 2010, había 178 personas residiendo en el municipio de River Falls. La densidad de población era de 3,03 hab./km². De los 178 habitantes, el municipio de River Falls estaba compuesto por el 100 % blancos. Del total de la población el 0 % eran hispanos o latinos de cualquier raza.